# Jean Richard
Jean Richard   (Bessines, 18 d'abril de 1921 - Senlis, 12 de desembre de 2001) va ser un actor, humorista i empresari de circ francès. se'l recorda sobretot pel seu paper de Maigret de Georges Simenon a la sèrie de televisió francesa homònima, que va interpretar durant més de vint anys, i per les seves activitats de circ.
Richard va néixer a Bessines, Deux-Sèvres. Als anys setanta i vuitanta, va posseir i gestionar tres grans circs, dos parcs temàtics prop de París, La Mer de Sable i La Vallée des Peaux-Rouges, i un zoo privat a la seva propietat d'Ermenonville, Oise. Va morir el 12 de desembre de 2001 a Senlis, als 80 anys.

## Filmografia
- 1947: Six heures à perdre (dirigida per Alex Joffé Jean Lévitte) –El sergent de ville
- 1949: Mission à Tanger (dirigida per André Hunebelle) – El president
- 1949: I Like Only You – Un passatger de l'avió
- 1950: Le Roi Pandore (dirigida per André Berthomieu) – Quichenette
- 1950: Adémaï au poteau-frontière (dirigida per Paul Colline)
- 1951: The King of the Bla Bla Bla – Jacques
- 1951: Bernard and the Lion (dirigida per Robert Dhéry) – el brigadier
- 1951: Le passage de Vénus
- 1952: Le Costaud des Batignolles (dirigida per Guy Lacourt) – L'inspector de policia
- 1952: Les Sept Péchés capitaux – El pagès (segment "Gourmandise, La / Gluttony")
- 1952: La Demoiselle et son revenant (dirigida per Marc Allégret) – Ricard
- 1952: Drôle de noce (dirigida per Léo Joannon) – Joseph Bonhomme
- 1953: Deux de l'escadrille (dirigida per Maurice Labro) – Pierre Dourdan
- 1953: Wonderful Mentality (dirigida per André Berthomieu) – Honoré Bonvalet
- 1953: Week-end à Paris (dirigida per Gordon Parry)
- 1953: Le Portrait de son père (dirigida per André Berthomieu) – Paul
- 1953: Cinema d'altri tempi – Pasquale
- 1954: Si Versalles s'expliqués (dirigida per Sacha Guitry) – Du Croisy / Tartuffe
- 1954: Escalier de service (dirigida per Carlo Rim) – Jules Béchard
- 1954: Scènes de ménage – Des Rillettes
- 1954: The Cheerful Squadron – El soldat Laperrine
- 1954: Les Deux font la paire (dirigida per André Berthomieu) – Achille Baluchet
- 1954: Casta Diva (dirigida per Carmine Gallone) – Domenico Fiorillo
- 1955: Chéri-Bibi (dirigida per Marcello Pagliero) – Chéri-bibi / Maxime du Touchais
- 1955: Madelon (dirigida per Jean Boyer) – Antoine Pichot
- 1955: Eléna et les hommes (dirigida per Jean Renoir) – Hector
- 1956: La vie est belle – L'employé
- 1956: Short Head (dirigida per Norbert Carbonnaux) – Ferdinan Galiveau
- 1957: Nous autres à Champignol (dirigida per Jean Bastia) – Claudius Binoche
- 1957: La Peau de l'ours (dirigida per Claude Boissol) – Comissari Étienne Ledru
- 1957: C'est arrivé à 36 chandelles – Jean Richard
- 1957: Les Truands (dirigida per Carlo Rim) – Alexandre Benoit
- 1958: En bordée (dirigida per Pierre Chevalier) – Prosper Cartahu
- 1958: La Vie à deux (dirigida per Clément Duhour) – André Le Lorrain
- 1959: Cigarettes, Whiskey and Wild Women – Le client que demana wisky
- 1959: Le Gendarme de Champignol (dirigida per Jean Bastia) – Claudius Binoche
- 1959: Messieurs les ronds de cuir (dirigida per Henri Diamant-Berger) – Boudin
- 1959: Vous n'avez rien à déclarer? (dirigida per Clément Duhour) – Frontignac
- 1959: Arrêtez le massacre (dirigida per André Hunebelle) – Antoine Martin
- 1959: Mon pote le gitan (dirigida per François Gir) – Pittuiti
- 1959: The Goose of Sedan – Leon Riffard
- 1959: Certains l'aiment froide (dirigida per Jean Bastia i Guy Lionel) – Jérôme Valmorin
- 1960: Tête folle (dirigida per Robert Vernay)
- 1960: Candide ou l'optimisme au XXe siècle – El traficant del mercat negre
- 1960: Les Tortillards (dirigida per Jean Bastia) – César Beauminet
- 1960: Les Fortiches (dirigida per Georges Combret) – Dédé
- 1961: The Fenouillard Family (dirigida per Yves Robert) – Agénor Fenouillard
- 1961: Ma femme est une panthère (dirigida per Raymond Bailly) – Roger
- 1961: La Belle Américaine (dirigida per Robert Dhéry) – el serraller
- 1961: Es muß nicht immer Kaviar sein – Siméon
- 1961: Diesmal muß es Kaviar sein – Siméon
- 1962: War of the Buttons (dirigida per Yves Robert) – Pare de Lebrac
- 1962: Tartarin de Tarascon (dirigida per Francis Blanche) – El director del circ 'Mitaine'
- 1962: Un clair de lune à Maubeuge (dirigida per Jean Chérasse) – Philibert
- 1962: Nous irons à Deauville (dirigida per Francis Rigaud) – El lampista – M. Simeon
- 1962: Du mouron pour les petits oiseaux (dirigida per Marcel Carné) – Louis – el carnisser
- 1963: The Bamboo Stroke (dirigida per Jean Boyer) – Albert
- 1963: Dragées au poivre (dirigida per Jacques Baratier) – Lepetit (el cangur 2)
- 1963: Bebert and the Train (dirigida per Yves Robert) – M. Martin
- 1964: Clémentine chérie (dirigida per Pierre Chevalier) – Auguste
- 1964: Jealous as a Tiger (dirigida per Darry Cowl) – L'home del cotxe accidentat
- 1964: Allez France (dirigida per Robert Dhéry i Pierre Tchernia) – Un francès al bus
- 1964: Comment épouser un premier ministre (dirigida per Michel Boisrond) – El promotor
- 1964: Le Dernier tiercé (dirigida per Richard Pottier) – Laredon
- 1965: La Bonne occase (dirigida per Michel Drach)
- 1965: Black Humor – Polyte – segment 1 'La Bestiole'
- 1965: Les Mordus de Paris – M. Durand
- 1965: La Corde au cou (dirigida per Joseph Lisbona) – Arthur
- 1965: The Double Bed – Father
- 1965: La tête du client (dirigida per Jacques Poitrenaud) – Doctor Tannait
- 1965: L'Or du duc (dirigida per Jacques Baratier)
- 1965: Les Bons Vivants (dirigida per Gilles Grangier i Georges Lautner) – Paul Arnaud (segment "Bons vivants, Les")
- 1965: The Lace Wars (dirigida per René Clair) – El Príncep de Beaulieu
- 1966: Le Caïd de Champignol (dirigida per Jean Bastia) – Claudius Binoche
- 1966: San antonio - Sale temps pour les mouches (dirigida per Guy Lefranc) – L'inspector principal Bérurier
- 1967: Le Plus Vieux Métier du monde (dirigida per Claude Autant-Lara i Mauro Bolognini) – El commissari du peuple (segment "Mademoiselle Mimi")
- 1967: Bang Bang (dirigida per Serge Piolet) – Paulo
- 1967: Demeure chaste et pure
- 1967: Cecile est morte (dirigida per Claude Barma)
- 1968: Béru et ces dames (dirigida per Guy Lefranc) – L'inspector principal Bérurier
- 1969: L'Auvergnat et l'Autobus – Jean Richard
- 1969: La Maison de campagne (dirigida per Jean Girault) – Bertrand Boiselier
- 1969: Du blé en liasses – Bauchard
- 1972: Le Viager (dirigida per Pierre Tchernia) – Jo (cameo)
- 1981: Signé Furax (dirigida per Marc Simenon) – Maigret